# Hammenhögs församling
Hammenhögs församling var en församling i Österlens kontrakt i Lunds stift. Församlingen låg i Simrishamns kommun i Skåne län och ingick i Borrby, Hammenhög och Stiby pastorat. Församlingen uppgick 2017 i Gärsnäs församling.

## Administrativ historik
Församlingen har medeltida ursprung. 
Församlingen var till 2002 moderförsamling i pastoratet Hammenhög och Hannas som även omfattade från 1 maj 1925 Östra Herrestads församling, från 1 maj 1925 till 1983 Östra Ingelstads församling, och från 1962 Vallby församling. Församlingen införlivade 2002 Hannas, Östra Herrestads  och Vallby församlingar och utgjorde därefter till 2008 ett eget pastorat för att från 2008 till 2013 vara i pastorat med Stiby församling under namnet Hammenhög-Stiby pastorat. Från 2013 ingick församlingen i Borrby, Hammenhög och Stiby pastorat. Församlingen uppgick 2017 i Gärsnäs församling.

## Kyrkor
- Hammenhögs kyrka
- Hannas kyrka
- Vallby kyrka
- Östra Herrestads kyrka